# Chaingy
Chaingy est une commune française située dans le département du Loiret en région Centre-Val de Loire.
La commune est située dans le périmètre du Val de Loire inscrit au patrimoine mondial de l'UNESCO,.

## Géographie

### Localisation
La superficie de la ville est de 2 169 hectares.
En 1870, son territoire est composé de 2 174 hectares de terrain de tertiaire moyen, produit des céréales, du vin, des bois.
Chaingy est située dans l'aire urbaine d'Orléans et l'unité urbaine de Chaingy, à 10 km à l'ouest d'Orléans et 7 km à l'ouest d'Ingré, en direction de Blois, en position médiane entre Orléans et Meung-sur-Loire.
La commune se trouve dans la région naturelle du Val de Loire sur le Rollin et la ligne SNCF allant de Paris-Austerlitz à Bordeaux-Saint-Jean.
Les communes limitrophes sont Bucy-Saint-Liphard, Ingré, La Chapelle-Saint-Mesmin, Saint-Ay, Huisseau-sur-Mauves, Saint-Pryvé-Saint-Mesmin, Mareau-aux-Prés.

### Géologie et relief

#### Géologie
La commune se situe dans le sud du Bassin parisien, le plus grand des trois bassins sédimentaires français. Cette vaste dépression, occupée dans le passé par des mers peu profondes et des lacs, a été comblée, au fur et à mesure que son socle s’affaissait, par des sables et des argiles, issus de l’érosion des reliefs alentour, ainsi que des calcaires d’origine biologique, formant ainsi une succession de couches géologiques.
Les couches affleurantes sur le territoire communal sont constituées de formations superficielles du Quaternaire et de roches sédimentaires datant du Cénozoïque, l'ère géologique la plus récente sur l'échelle des temps géologiques, débutant il y a 66 millions d'années. La formation la plus ancienne est du calcaire de Pithiviers remontant à l’époque Miocène de la période Néogène. La formation la plus récente est des alluvions récentes des lits mineurs remontant à l’époque Holocène de la période Quaternaire. Le descriptif de ces couches est détaillé dans  les feuilles « n°362 - Patay » et « n°363 - Orléans » de la carte géologique au 1/50 000ème du département du Loiret, et leurs notices associées,.

Carte géologique de la commune

|  | Fz : | alluvions récentes des lits mineurs, Holocène                     |
|  | FC : | alluvions et colluvions du fond des vallées secondaires, Holocène |

|  | m2MSO : | marnes et sables de l'Orléanais, Burdigalien    |
|  | m2MCO : | marnes et calcaires de l'Orléanais, Burdigalien |
|  | m1CPi : | calcaire de Pithiviers, Aquitanien              |

#### Relief
La superficie cadastrale de la commune publiée par l’Insee, qui sert de référence dans toutes les statistiques, est de 21,69 km2,. La superficie géographique, issue de la BD Topo, composante du Référentiel à grande échelle produit par l'IGN, est quant à elle de 21,68 km2. Son relief est relativement plat puisque la dénivelée maximale atteint 42 mètres. L'altitude du territoire varie entre 82 m et 124 m.

### Hydrographie
La commune est longée sur son flanc sud par la Loire (0,884 km).
Le réseau hydrographique communal, d'une longueur totale de 10,2 km, comprend également divers petits cours d'eau dont la Mauve de Saint Ay (6,478 km) et le Rollin (2,319 km)
.
Le cours de la Loire s’insère dans une large vallée qu’elle a façonnée peu à peu depuis des milliers d’années. Elle traverse le sud du département du Loiret depuis Beaulieu-sur-Loire jusqu'à Beaugency, avec un cours large et lent. La Loire présente des fluctuations saisonnières de débit assez marquées. La station hydrométrique la plus proche située en amont de la commune et servant de référence en cas de crue est celle d'Orléans, au droit du pont Royal. Le débit mensuel moyen (calculé sur 55 ans pour cette station) varie de 96,80 m3/s au mois d'août  à 600 m3/s au mois de février. La Loire connaît toutefois en cas d'intempéries exceptionnelles des pics de débits très importants, le maximum ayant été atteint sur cette station le 8 décembre 2003 avec 3 130 m3/s. Le débit maximal de la Loire calculé pour les crues maximales de 1856 ou 1866 est de l'ordre de 7 000 m3/s,. La hauteur maximale a été atteinte le 2 juin 1856 avec 7,10 m.Son débit est régulé par des barrages amont (Naussac en amont sur l’Allier et Villerest). Ces barrages interviennent pour le soutien d’étiage (débit minimum de 60 m3/s en étiage à Gien) et Villerest permet également d’écrêter les crues. La Loire est un cours d’eau domanial classé en deuxième catégorie piscicole. L'espèce biologique dominante est constituée essentiellement de poissons blancs (cyprinidés) et de carnassiers (brochet, sandre et perche). Depuis les années 1990 ce type de rivières est également peuplé de silures
,
.

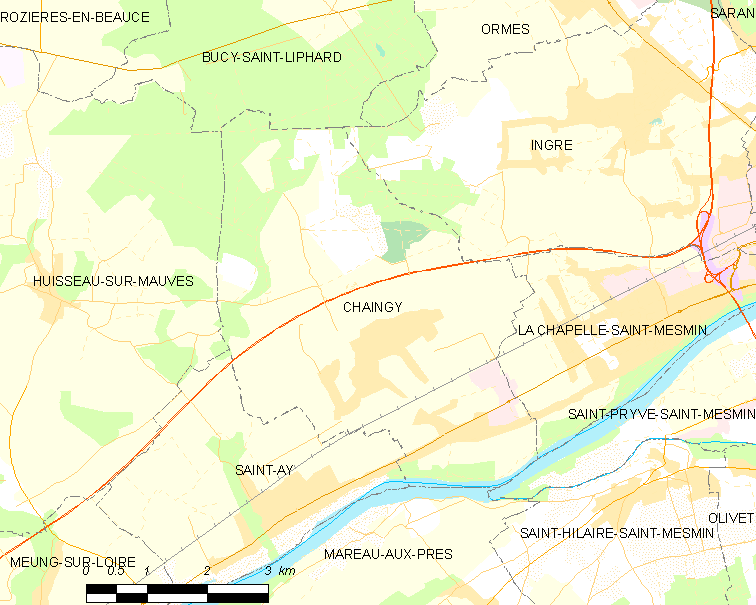
Carte de la commune de Chaingy et des communes limitrophes.
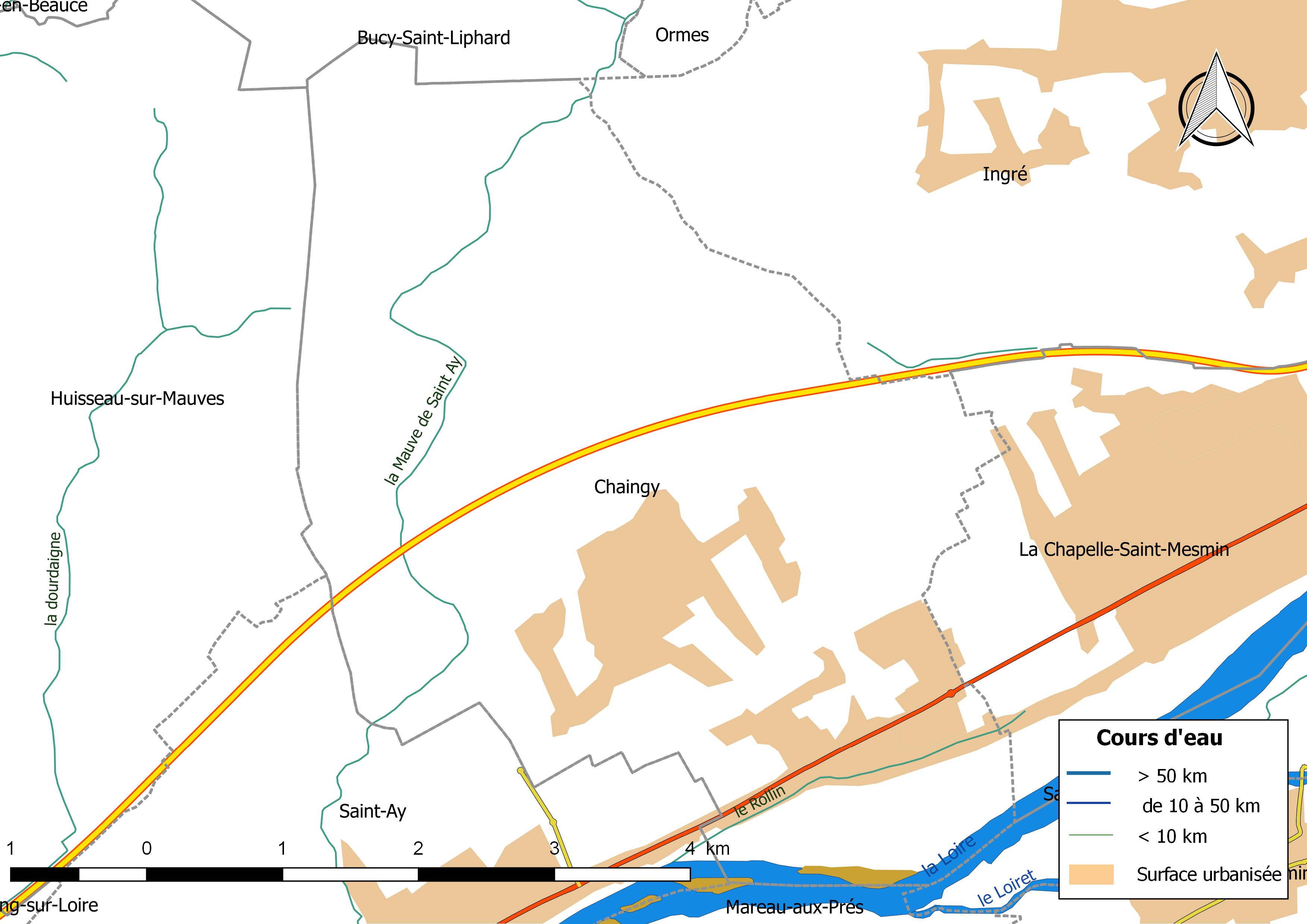
Réseau hydrographique de Chaingy.

### Climat
Pour des articles plus généraux, voir Climat du Centre-Val de Loire et Climat du Loiret.
En 2010, le climat de la commune est de type climat océanique dégradé des plaines du Centre et du Nord, selon une étude du CNRS s'appuyant sur une série de données couvrant la période 1971-2000. En 2020, Météo-France publie une typologie des climats de la France métropolitaine dans laquelle la commune est exposée à un climat océanique altéré et est dans la région climatique Moyenne vallée de la Loire, caractérisée par une bonne insolation (1 850 h/an) et un été peu pluvieux.
Pour la période 1971-2000, la température annuelle moyenne est de 10,9 °C, avec une amplitude thermique annuelle de 15,1 °C. Le cumul annuel moyen de précipitations est de 673 mm, avec 11,1 jours de précipitations en janvier et 7,1 jours en juillet. Pour la période 1991-2020, la température moyenne annuelle observée sur la station météorologique de Météo-France la plus proche, sur la commune de Fleury-les-Aubrais à 12 km à vol d'oiseau, est de 11,7 °C et le cumul annuel moyen de précipitations est de 728,8 mm,. Pour l'avenir, les paramètres climatiques de la commune estimés pour 2050 selon différents scénarios d'émission de gaz à effet de serre sont consultables sur un site dédié publié par Météo-France en novembre 2022.

### Milieux naturels et biodiversité

#### Réserve naturelle nationale de Saint-Mesmin
La réserve naturelle nationale de Saint-Mesmin est une aire protégée faisant partie des réserves naturelles de France et dont le statut est défini par la loi relative à la démocratie de proximité du 27 février 2002. Elle a été créée par décret du 14 décembre 2006. Elle comprend la partie de la vallée de la Loire située dans le domaine public fluvial s’étendant de Saint-Pryvé-Saint-
Mesmin et Mareau-aux-Prés, en rive gauche, à La Chapelle-Saint-Mesmin, Chaingy et Saint-Ay, en rive droite ainsi que certaines parcelles cadastrées de la commune de Saint-Pryvé-Saint-Mesmin. Elle s'étend sur 263 ha, auxquels s'ajoute un périmètre de protection de 90 ha, et englobe la pointe de Courpain (boisement alluvial situé au confluent de la Loire et du Loiret) et les îles de Mareau. La zone se superpose pour partie à la zone de protection spéciale vallée de la Loire du Loiret du réseau Natura 2000 et à la zone naturelle d'intérêt écologique, faunistique et floristique de type 2 « Ile de Saint-Pryvé-Saint-Mesmin et abords ». La variété des milieux a permis le développement d’une flore très riche et diversifiée, avec 558 espèces de plantes supérieures recensées dont 3 protégées au niveau national (pulicaire vulgaire, gagée des prés, tulipe sauvage) et 5 au niveau régional (limoselle aquatique, pigamon jaune, corydale à bulbe plein, laîche de Loire, scille d'automne). Le castor d’Europe a fait son apparition dans la réserve en 1983, à la suite de sa réintroduction en amont de Blois. Nocturne, il se laisse difficilement observer mais les traces de son activité sont nombreuses.

#### Sites Natura 2000
Le réseau Natura 2000 est un réseau écologique européen de sites naturels d’intérêt écologique élaboré à partir des Directives «Habitats » et «Oiseaux ». Ce réseau est constitué de Zones Spéciales de Conservation (ZSC) et de Zones de Protection Spéciale (ZPS). Dans les zones de ce réseau, les États Membres s'engagent à maintenir dans un état de conservation favorable les types d'habitats et d'espèces concernés, par le biais de mesures réglementaires, administratives ou contractuelles. L'objectif est de promouvoir une gestion adaptée des habitats tout en tenant compte des exigences économiques, sociales et culturelles, ainsi que des particularités régionales et locales de chaque État Membre. les activités humaines ne sont pas interdites, dès lors que celles-ci ne remettent pas en cause significativement l’état de conservation favorable des habitats et des espèces concernés,. Les sites Natura 2000 présents sur le territoire communal de Chaingy sont au nombre de deux.
| Nom                                                 | Numéro    | Type                       | Arrêté        | Superficie | Description |
| --------------------------------------------------- | --------- | -------------------------- | ------------- | ---------- | --- |
| Vallée de la Loire de Tavers à Belleville-sur-Loire | FR2400528 | SIC (Directive "Habitats") | 13 avril 2007 | 7 120 ha   | Le site concerne 51 communes. La délimitation de ce site Natura 2000 est très proche de celle correspondant à la Directive Oiseaux. L'intérêt majeur du site repose sur les milieux ligériens liés à la dynamique du fleuve, qui hébergent de nombreuses espèces citées en annexe II de la directive Habitats. Il est situé dans la frange sud de la commune. |
| Vallée de la Loire du Loiret                        | FR2410017 | ZPS (Directive "Oiseaux")  | 4 mai 2007    | 7 684 ha   | Le site concerne la vallée de la Loire dans le Loiret. Cette ZPS se poursuit en amont et en aval sur les départements voisins. L'intérêt majeur du site repose sur les milieux et les espèces ligériens liés à la dynamique du fleuve. Ces milieux hébergent de nombreuses espèces citées en annexe I de la directive Oiseaux. Le site est caractérisé par la présence de colonies nicheuses de sternes naine et pierregarin et de mouette mélanocéphale. Des sites de pêche du Balbuzard pêcheur sont également présents. Le site est également lieu de reproduction du bihoreau gris, de l'aigrette garzette, de la bondrée apivore, du milan noir, de l'œdicnème criard, du martin-pêcheur, du pic noir, de la pie-grièche écorcheur. Il est situé dans la frange sud de la commune. |

Sélection de représentants de l'avifaune de la zone Natura 2000 « Vallée de la Loire du Loiret ».
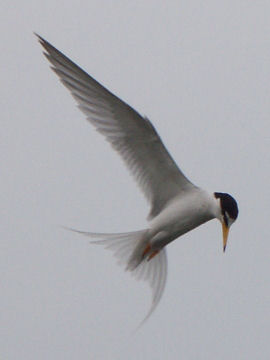
Sterne naine
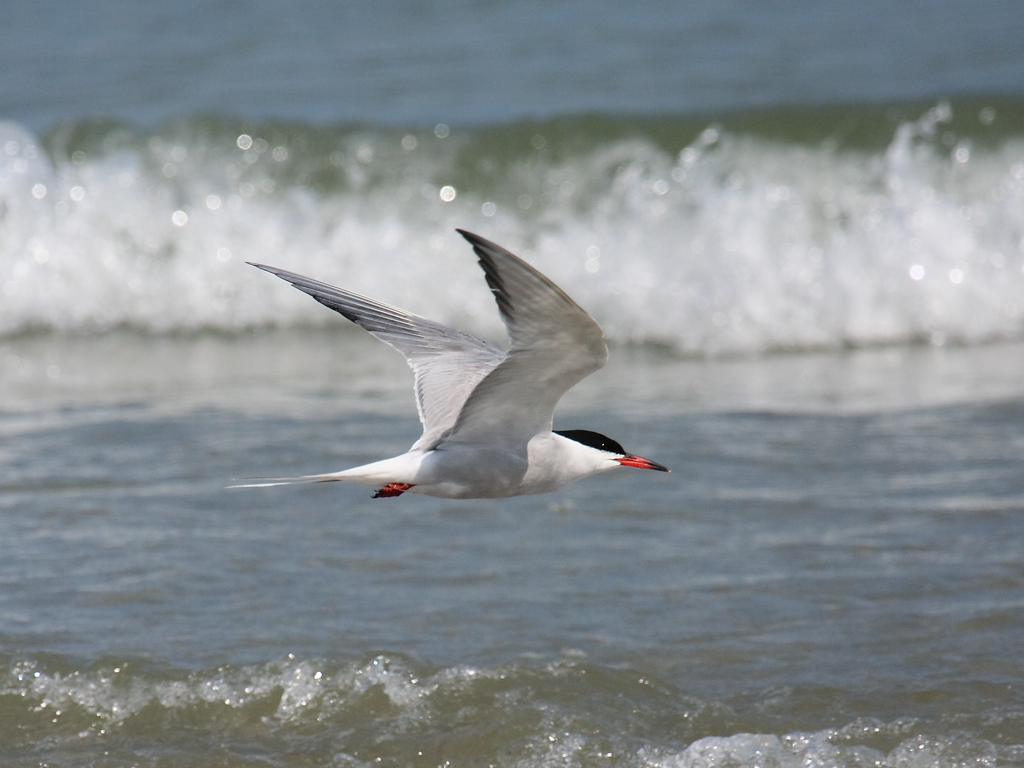
Sterne pierregarin
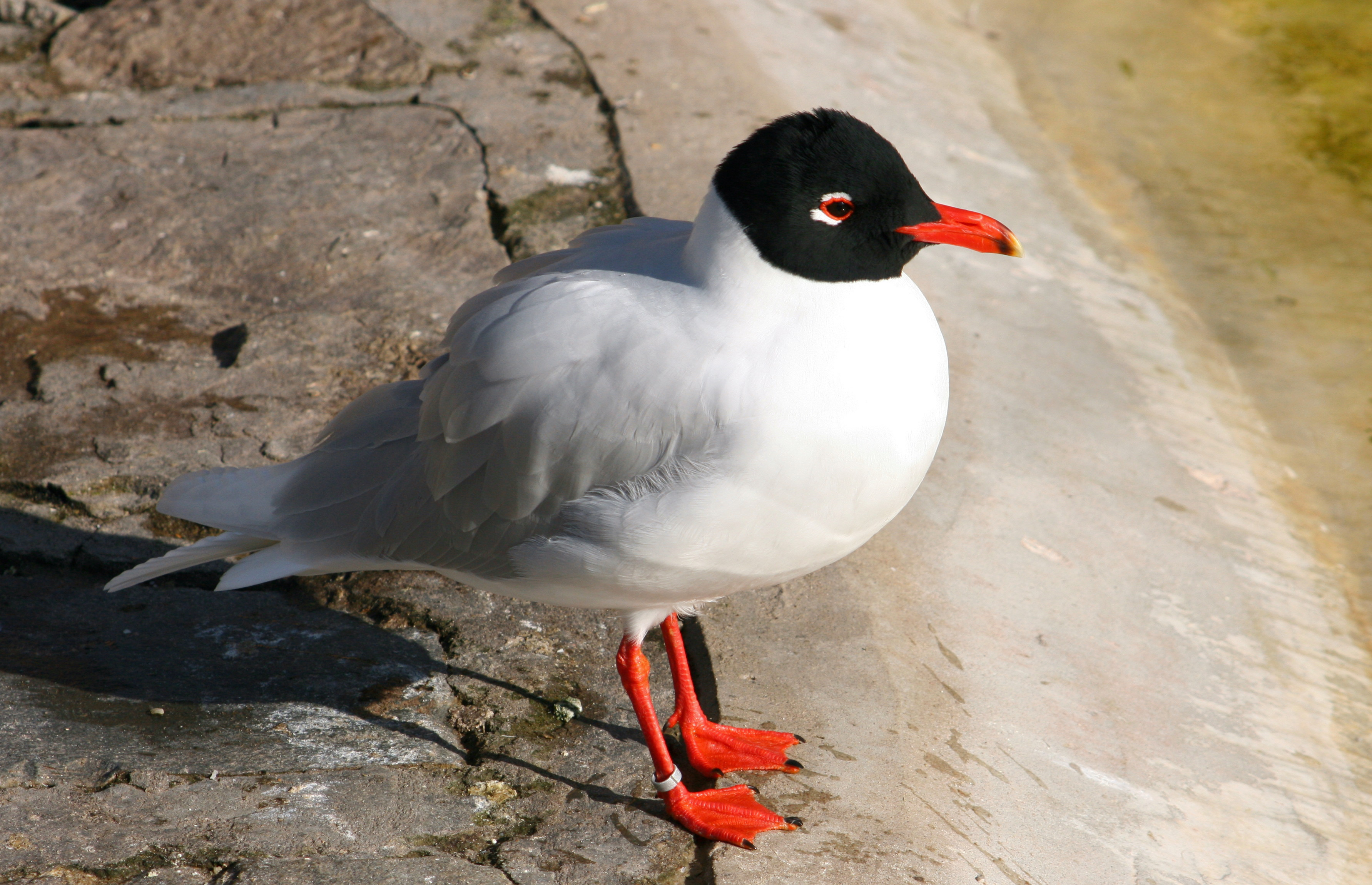
Mouette mélanocéphale
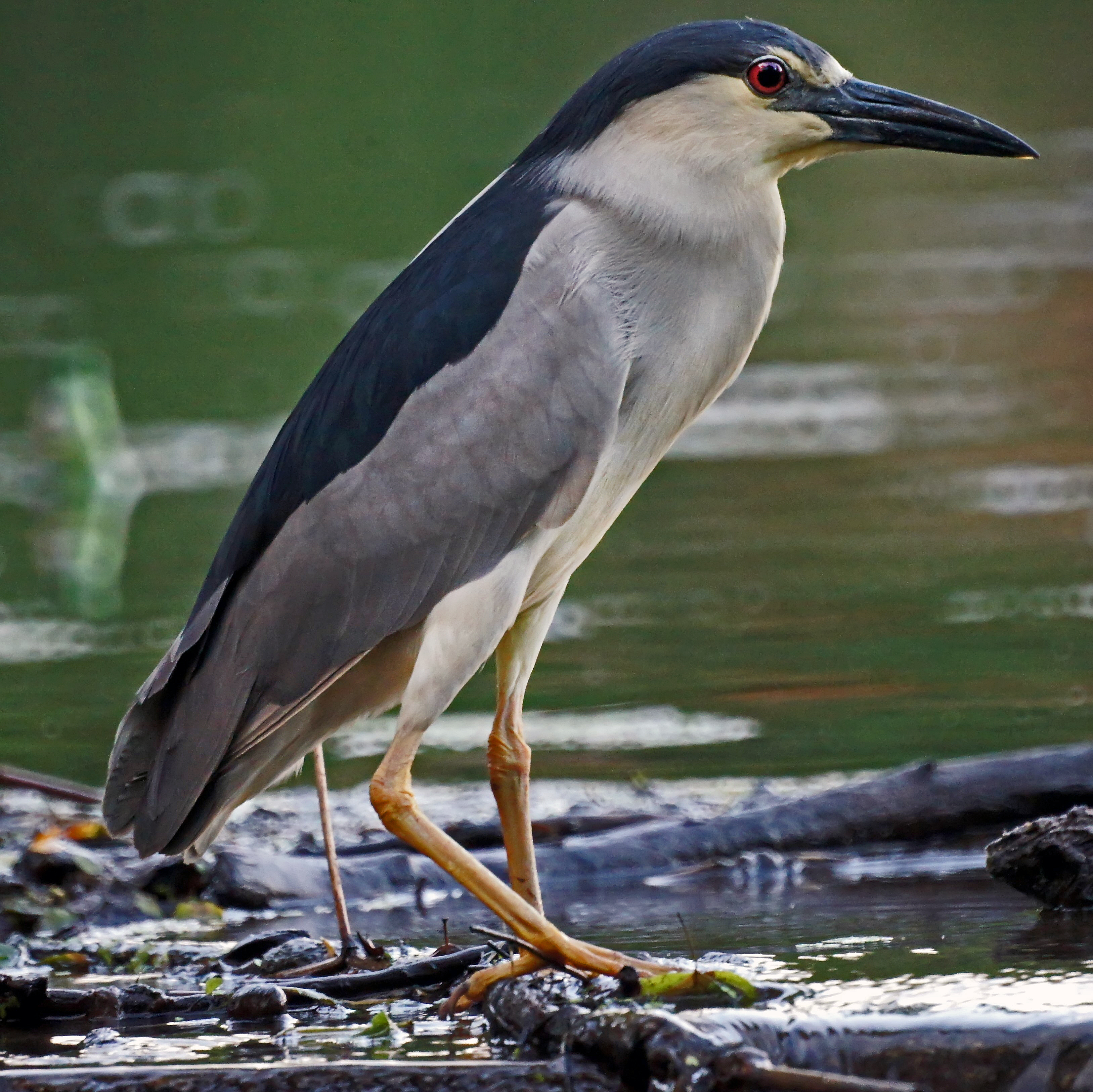
Bihoreau gris
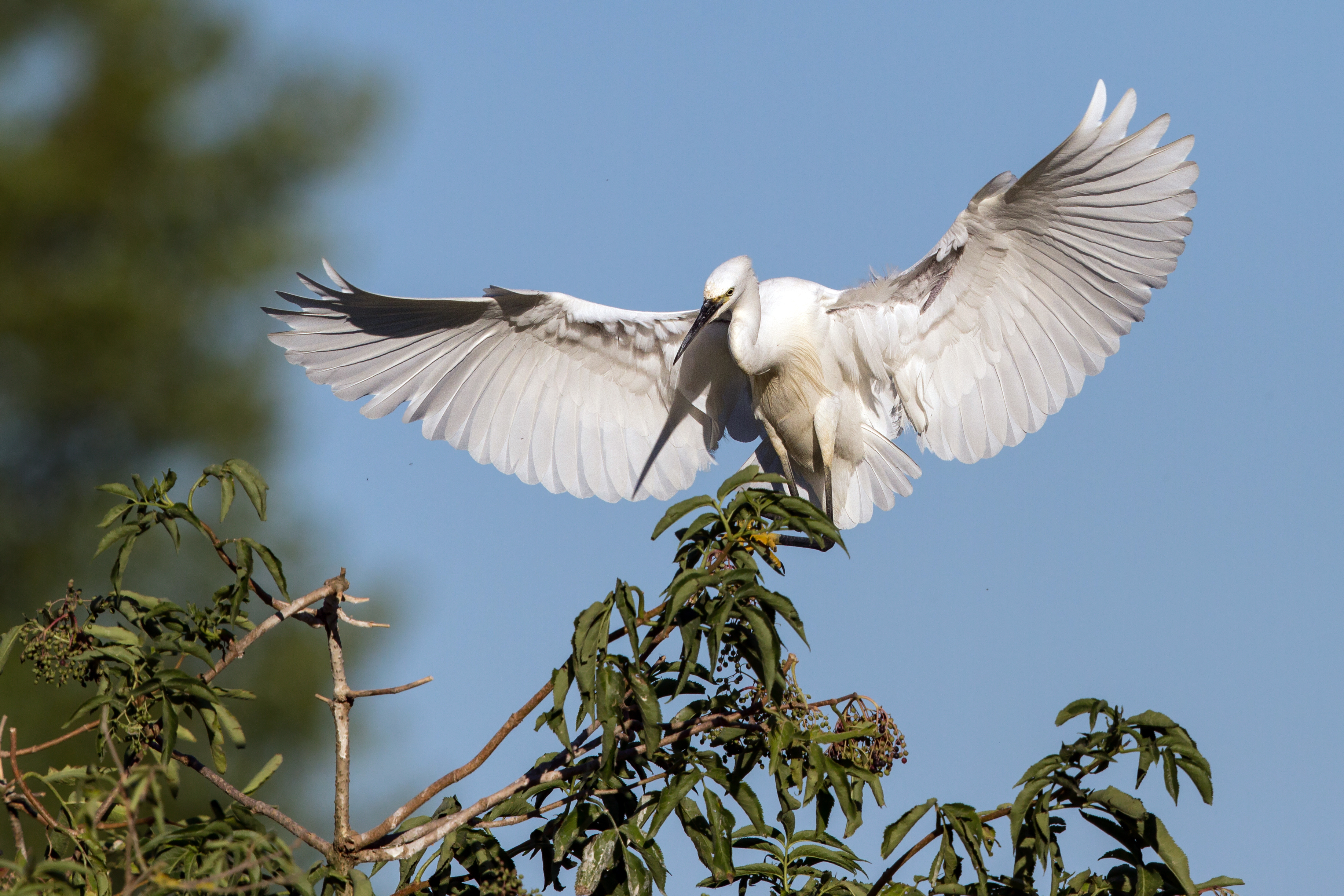
Aigrette garzette
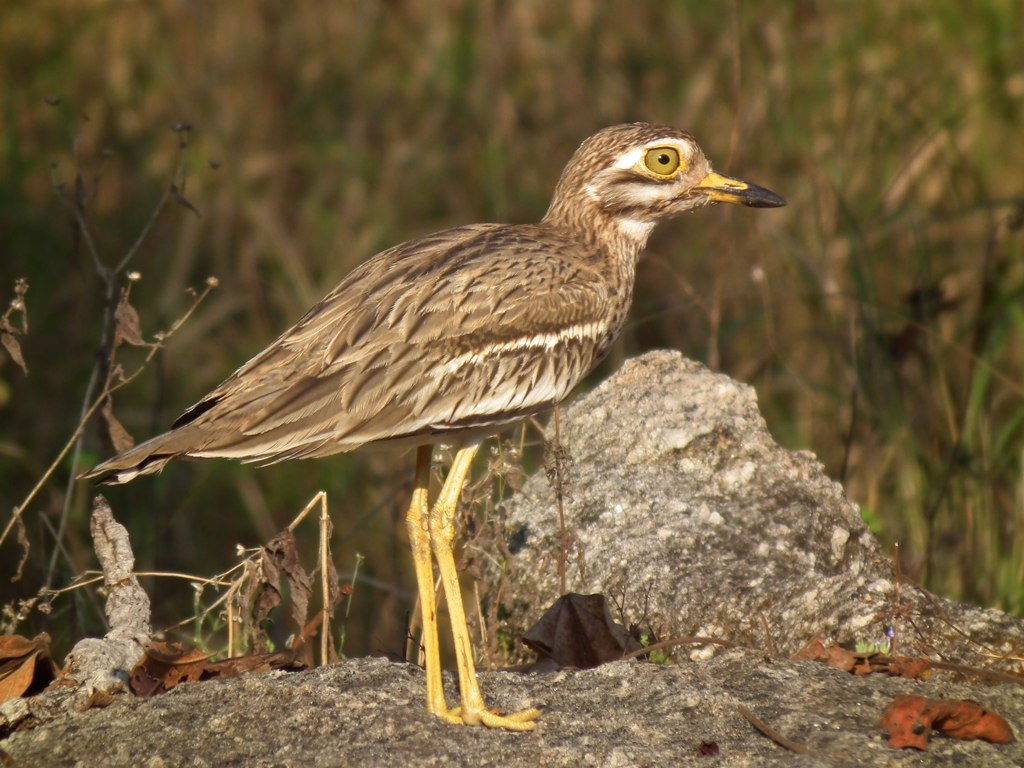
Œdicnème criard
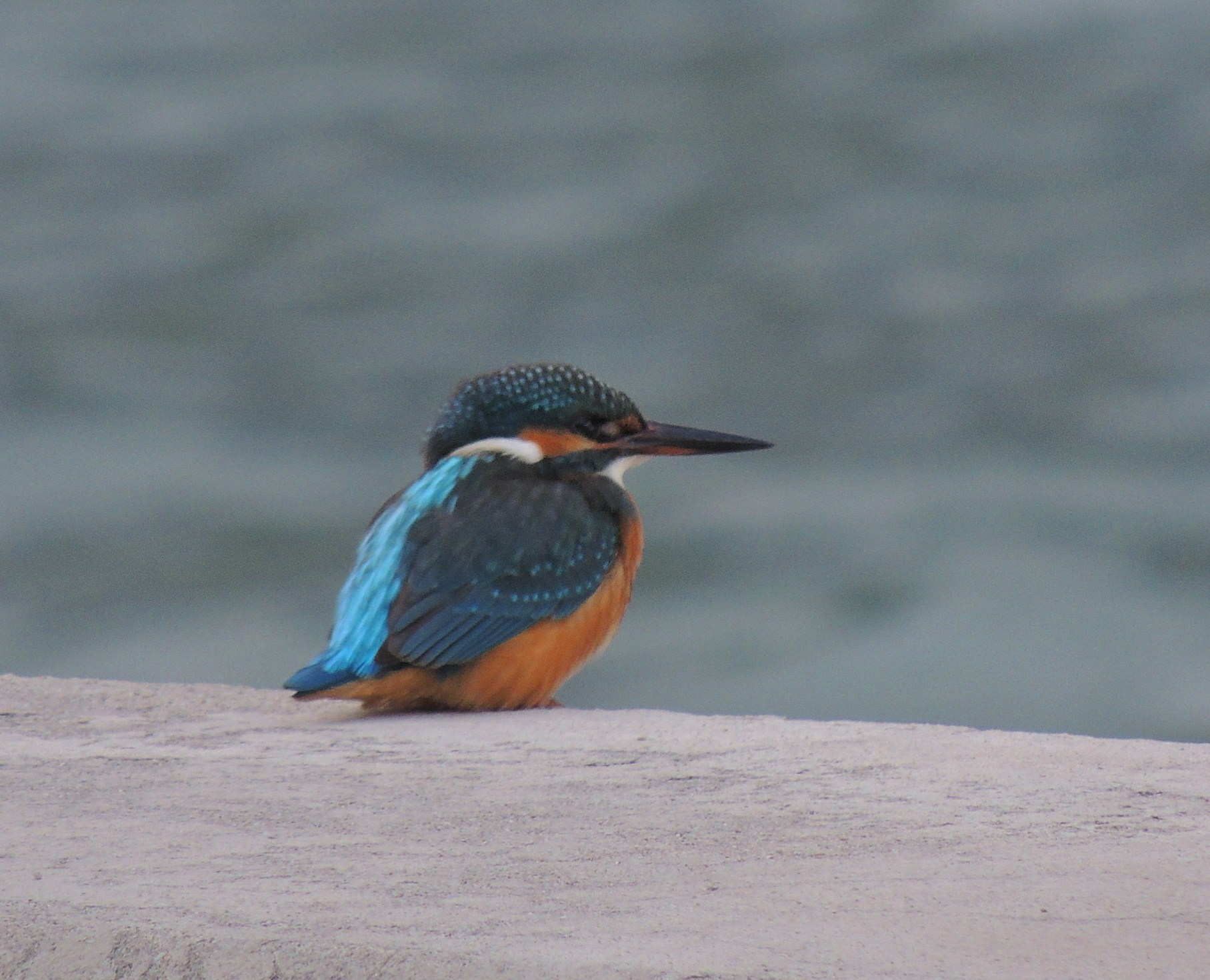
Martin-pêcheur d'Europe

#### Zones nationales d'intérêt écologique, faunistique et floristique
L’inventaire des zones naturelles d'intérêt écologique, faunistique et floristique (ZNIEFF) a pour objectif de réaliser une couverture des zones les plus intéressantes sur le plan écologique, essentiellement dans la perspective d’améliorer la connaissance du patrimoine naturel national et de fournir aux différents décideurs un outil d’aide à la prise en compte de l’environnement dans l’aménagement du territoire. Le territoire communal de Chaingy comprend deux ZNIEFF.
| Désignation                   | Type   | Superficie     | Description | Carte |
| ----------------------------- | ------ | -------------- | --- | ----- |
| « Ile de Mareau et environs » | type 1 | 99,2 hectares  | La zone s'étend sur trois communes : Chaingy, Mareau-aux-Prés et Saint-Ay. Son altitude varie entre 88 et 88 m. Elle est constituée du lit mineur de la Loire dans un des rares secteurs où la végétation aquatique est relativement abondante (dont Vallisneria spiralis). Un ilôt de graviers héberge une colonie de sternes naines (Sterna albifrons). L'ensemble de ces îles et îlots est un bel exemple de dynamique fluviale car ils sont sans cesse remodelés par le fleuve. Le site est occupé par le castor d'Europe (Castor fiber) et est un point d'accueil important pour l'avifaune migratrice et hivernante (laridés, limicoles, anatidés). |       |
| « La loire orléanaise »       | type 2 | 5 458 hectares | La zone s'étend sur 37 communes, dont Dampierre-en-Burly, et se superpose pour la commune à la zone Natura 2000 de nom similaire. Elle correspond à la boucle septentrionale du fleuve. Son altitude varie entre 80 et 135 m. Elle se caractérise par un lit mineur largement occupé par des îles et grèves sableuses. Ces milieux soumis au marnage annuel recèlent de multiples habitats plus ou moins temporaires. C'est pratiquement la seule section qui présente des méandres. On observe, sur les basses terrasses, quelques formations sablo-calcaires.                                                                                           |       |

## Histoire
Chaingy comme les localités terminées par "-y", possède un passé très ancien remontant sans doute à l'époque celtique. Son nom indique qu'on y tenait marché. L'occitan cambiar signifie échanger. Les "premiers habitants" à l'époque préhistorique vivaient à proximité de la Loire dans les grottes du coteau surplombant le fleuve, à l'abri des vents du nord. Cet endroit fut dénommé Fourneaux du fait de la fonte de minerais. Chaingy dont les maisons occupent la crête du coteau qui descend jusqu'à la Loire est une commune semi-rurale, sans vestige historique particulier. Au temps où la "Marine de Loire" était florissante, les mariniers qui descendaient le fleuve faisaient escale à Fourneaux. Au fil des ans, la population augmentant, celle-ci abandonna les bords de Loire pour s'installer à l'intérieur des terres, à l'abri des grandes crues.
En 498, Clodomir, troisième fils de Clovis et second fils de Clotilde, fait don du territoire de Chaingy aux abbés de Micy, afin que ces abbés apprennent aux habitants à exploiter la terre. Les abbés perçoivent les revenus et rendent la justice pendant plusieurs siècles. L'une des principales cultures développées sur le plateau fut la vigne dont le vin était conservé dans des  caves creusées dans le sous-sol calcaire. Les maisons vigneronnes furent construites avec le calcaire ainsi extrait. C'est ainsi qu'au cours des siècles le bourg de Chaingy s'est développé au Tertre , près de son emplacement actuel.
À l'occasion de travaux entrepris par EDF (au Moulin de Pierre), la Société archéologique de Meung-sur-Loire a fait d'intéressantes découvertes en mettant au jour huit fosses du deuxième âge du fer, vestiges paléolithique, néolithique et gallo-romain. À l'époque gallo-romaine, Chaingy se dénommait Cambiacum, ce qui signifie lieu d'échange. C'était un centre commercial assez important puisque les "Marchands" venant d'Orléans ou de la Beauce y échangeaient leurs produits.
En 1300, Philippe IV le Bel y avait sa maison de chasse à Goumat (lieu-dit en bordure de forêt).
L'histoire de Chaingy s'inscrit dans la trame traditionnelle de l'histoire d'Orléans.
Une quittance, dans les archives de la fabrique, atteste qu'en vertu d'une transaction en date de 1607, l'abbaye de Saint-Mesmin recevait 14 pintes de vin sur chaque arpent de vigne.
En 1750, le célèbre juriste orléanais Pothier y possédait une maison de campagne au lieu-dit l'Aire du Bois. Il y venait passer l'été et y écrivit quelques-uns de ses ouvrages.
La création d'une zone industrielle d'une dizaine d'hectares dite Les Pierrelets a permis l'implantation d'entreprises employant une main d'œuvre locale.
Au XVe siècle, Chaingy comptait 1 500 habitants. La cure donnait un revenu de 1 000 livres. L'abbé de Saint-Mesmin avait à Chaingy un revenu de 4 000 livres, était seigneur haut justicier de la paroisse et nommait le curé. S'il y avait deux petites censives dans la paroisse, celle de la Groue et celle du baron de Saint Laurent d'Orléans. En 1869, on compte 1 702 habitants. 200 dans le bourg, le reste dans 60 hameaux éloignés de 1 à 6 km du bourg. On compte environ 150 habitants au Cas Rouge et autant à La Groue, et près de 100 habitants dans chacun des hameaux de la grande Barre, du Tertre, de Fourneaux, et du Grand Prenay.
La proximité de la commune avec la ville d'Orléans a fait que sa population a presque doublé depuis 1962.

## Blasonnement
|  | Les armoiries de Chaingy se blasonnent ainsi : De gueules au sautoir cousu d'azur chargé de cinq étoiles d'or posées à plomb. |

## Urbanisme

### Typologie
Au 1er janvier 2024, Chaingy est catégorisée ceinture urbaine, selon la nouvelle grille communale de densité à sept niveaux définie par l'Insee en 2022.
Elle appartient à l'unité urbaine de Chaingy, une agglomération intra-départementale regroupant deux  communes, dont elle est ville-centre,,. Par ailleurs la commune fait partie de l'aire d'attraction d'Orléans, dont elle est une commune de la couronne,. Cette aire, qui regroupe 136 communes, est catégorisée dans les aires de 200 000 à moins de 700 000 habitants,.

### Occupation des sols
L'occupation des sols de la commune, telle qu'elle ressort de la base de données européenne d’occupation biophysique des sols Corine Land Cover (CLC), est marquée par l'importance des territoires agricoles (66 % en 2018), en diminution par rapport à 1990 (69,3 %). La répartition détaillée en 2018 est la suivante : 
terres arables (56,9 %), forêts (18,1 %), zones urbanisées (12 %), prairies (7,6 %), zones industrielles ou commerciales et réseaux de communication (2,6 %), zones agricoles hétérogènes (1,5 %), eaux continentales (1,2 %).
L’évolution de l’occupation des sols de la commune et de ses infrastructures peut être observée sur les différentes représentations cartographiques du territoire : la carte de Cassini (XVIIIe siècle), la carte d'état-major (1820-1866) et les cartes ou photos aériennes de l'IGN pour la période actuelle (1950 à aujourd'hui).

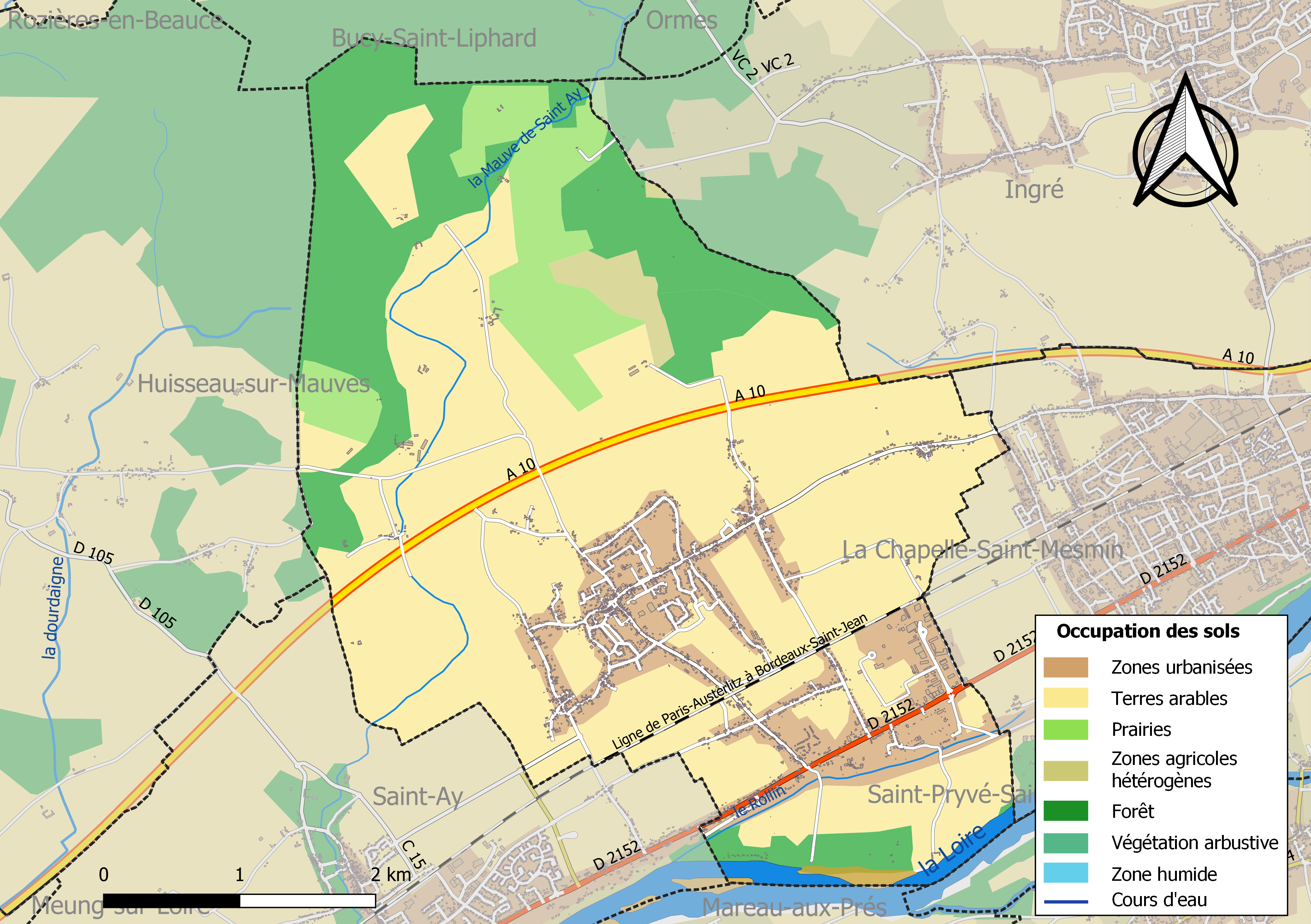
Carte des infrastructures et de l'occupation des sols de la commune en 2018 (CLC).
Carte orthophotographique de la commune en 2016.

### Planification

#### Plan d'occupation des sols et Plan local d'urbanisme
La commune prescrit l'élaboration d'un plan d'occupation des sols en juin 1985. Le document est approuvé en octobre 1988 et révisé en juillet 1991 et mai 1995.
La loi relative à la solidarité et au renouvellement urbains du 13 décembre 2000, dite loi SRU, complétée par la loi urbanisme et habitat du 2 juillet 2003, marque une évolution de la planification urbaine en créant notamment les plans locaux d’urbanisme (PLU), vecteurs de projets de territoire, appelés à se substituer progressivement aux plans d’occupation des sols. Le PLU contient deux éléments nouveaux par rapport au POS : le plan d'aménagement et de développement durable (PADD), qui exprime le projet de la ville par des orientations générales en matière d'urbanisme, de développement, d'équipement et de préservation de l'environnement et les orientations d'aménagement et de programmation (OAP) qui correspondent à des zooms qui peuvent porter sur des quartiers ou secteurs à mettre en valeur, réhabiliter, restructurer ou aménager, ou sur l'aménagement d'un espace public, etc. Dans ce cadre le conseil municipal prescrit l'élaboration d'un plan local d'urbanisme le 9 février 2006. Après l'enquête publique qui s'est déroulée en décembre 2009, le document est approuvé le 3 juin 2010. Le 26 février 2013, le conseil municipal décide de réviser ce document,.
Le nouveau PLU a été approuvé par le Conseil Municipal le 22 septembre 2020.

#### Documents d'orientations intercommunaux
La commune est membre du Pays Loire Beauce, qui regroupe 38 communes. En 2012 les Pays Forêt d'Orléans Val de Loire, Loire Beauce et Pays Sologne Val-sud sont les seuls territoires du département du Loiret ne disposant pas de schéma de cohérence territoriale (SCoT). Compte tenu  de l'intérêt de cet outil pour l'avenir des territoires, les élus de ces pays décident d'engager une démarche commune d'élaboration de SCOT. Le comité syndical du Pays Loire Beauce se prononce majoritairement en janvier 2013 pour prendre la compétence  « Elaboration, gestion et suivi du Schéma de Cohérence Territoriale » dans ses statuts. Le périmètre de SCoT à l'échelle des 38 communes composant le Pays Loire Beauce est arrêté par le Comité Syndical le 26 juin 2013. Les trois SCoT sont lancés officiellement et simultanément à La Ferté-Saint-Aubin le 21 juin 2014, l'assistance à maîtrise d'ouvrage étant confiée à un seul bureau d'études. Après étude et concertation de 2014 à 2017, le document doit être approuvé en 2018.

### Voies de communication et transports

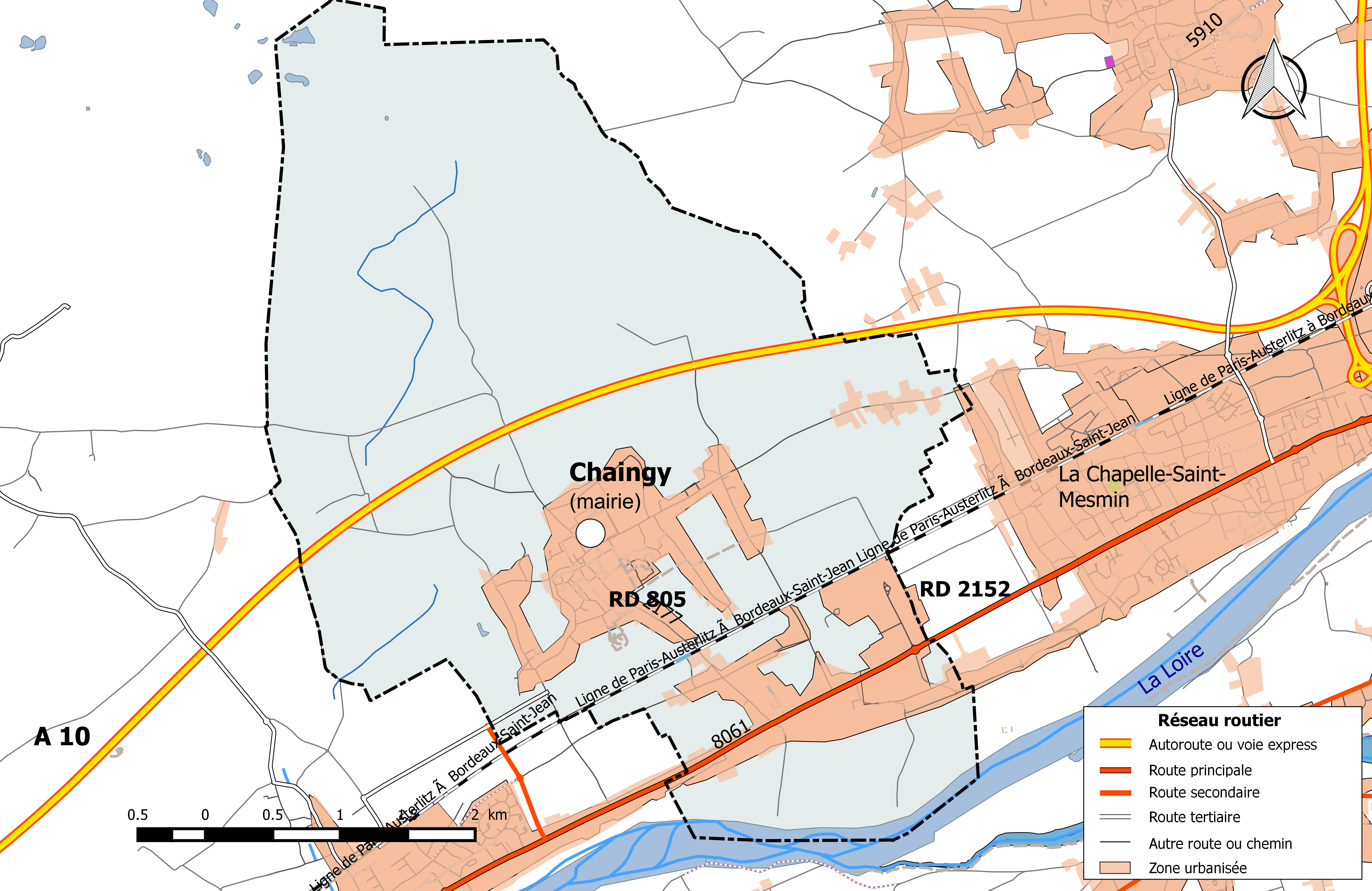
Réseau routier principal de la commune de Chaingy (avec indication du trafic routier 2014).

#### Infrastructures routières
La commune est traversée par l'autoroute A10 et deux routes départementales : la RD 2152 et la RD 805.
L'autoroute A10, dite « L'Aquitaine », relie Paris à Bordeaux (au niveau de sa rocade) via Orléans, Tours, Poitiers et Niort. Elle traverse la partie centrale de la commune. L'échangeur de Meung-sur-Loire constituant la sortie no 15, situé sur le territoire de la commune du Bardon, est l'accès le plus proche.
La RD 2152 est une route à grande circulation. Il s'agit de l'ancienne RN 152 qui reliait Briare à Angers par la rive droite de la Loire lors de sa création en 1824, et qui succédait à la Route impériale 172. En 2005, elle est déclassée dans sa totalité et transférée au département du Loiret par arrêté préfectoral du 22 décembre 2005, consécutivement au décret du 5 décembre 2005 qui définit la nouvelle consistance du réseau routier national et qui prévoit de maintenir dans le réseau routier national que la partie la plus méridionale de la route, entre le débouché de l'A66 et l'Espagne. Cet axe traverse la commune du nord-est au sud-ouest et supporte en 2014 un trafic de 8 161 véhicules/jour dans la traversée de l'agglomération. La RD 805 (2 177 véhicules/jour) relie le bourg à la RD 2152.
Complétant ces voies, la commune est sillonnée de plusieurs voies communales et chemins ruraux  desservant ses fermes et hameaux et les bourgs environnants.

#### Transports en commun routiers
En 2020, Chaingy est desservie par deux lignes régulières du réseau d'autocars interurbains Rémi 45 : la ligne 9 qui relie Beaugency - Meung-sur-Loire - Saint Ay - Chaingy - Orléans et la ligne 9A, qui relie aussi Beaugency à Orléans via Chaingy. Des correspondances SNCF sont assurées à la gare d'Orléans et TAO et Rémi 28 à la Gare routière d'Orléans.

#### Infrastructures ferroviaires
La commune est traversée par la ligne de Paris-Austerlitz à Bordeaux-Saint-Jean, l'une des grandes lignes de chemin de fer radiales françaises partant de Paris en direction du Sud-Ouest du pays. La gare de Chaingy-Fourneaux-Plage est desservie par des trains TER Centre-Val de Loire omnibus circulant entre Blois et Orléans.

### Risques majeurs
La commune de Chaingy est vulnérable à différents aléas naturels : inondations (par débordement de la Loire), climatiques (hiver exceptionnel ou canicule), mouvements de terrains ou sismique (sismicité très faible). Elle est également exposée à un risque technologique : le risque de transport de matières dangereuses.
Entre 1989 et 2019, huit arrêtés ministériels ayant porté reconnaissance de catastrophe naturelle ont été pris pour le territoire de la commune : trois  pour des inondations et coulées de boues et cinq pour des mouvements de terrains.

#### Risques naturels

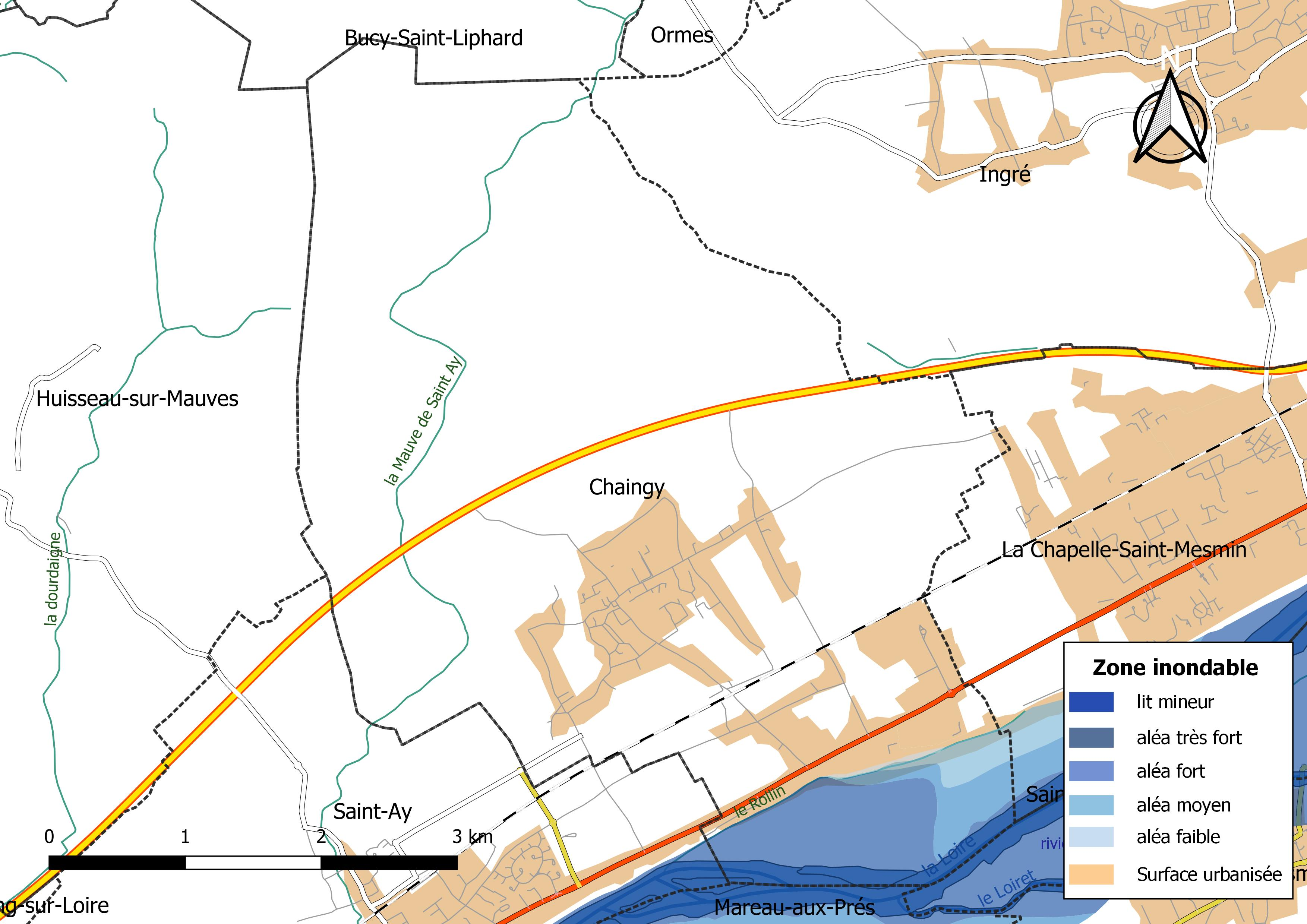
Zone inondable de la commune de Chaingy.

La zone inondable de la commune se trouve au sud de la N152, entre cette route et la Loire. Elle fait partie du val de la Bouverie, un petit val agricole, quasiment pas urbanisé, d’une longueur de 4 kilomètres, qui concerne également la commune de La Chapelle-Saint-Mesmin. Le système de protection de ce val est un système d'endiguement ouvert à l'aval, propriété de l'État et de différents propriétaires privés. Il s'étend sur 3,6 km et protège plus de 500 personnes. Le niveau de protection apparent de la levée domaniale correspond à une crue d'occurrence 5 000 ans (environ 6,5 m à l'échelle de crue d'Orléans). La levée privée, située à l'aval du système, présente un niveau de protection apparent défini par le niveau de la crue d’occurrence 500 ans (environ 6,1 m à l'échelle d'Orléans). Le val commence à être inondé par remous à partir de la crue de période 70 ans et l'est en grande partie pour la crue de protection du système. Au-delà de la crue d’occurrence 70 ans (environ 5,0 m à l'échelle d'Orléans), le risque de rupture de la digue ne peut plus être considéré comme négligeable. Ce risque s'explique par la présence de végétation dans l'ouvrage et de fosses d'érosion de brèches historiques. Le risque d'inondation est pris en compte dans l'aménagement du territoire de la commune par le biais du Plan de prévention du risque inondation (PPRI) du val d'Ardoux, approuvé le 20 janvier 2015.
Le territoire de la commune peut également être concerné par un risque d'effondrement de cavités souterraines non connues. Une cartographie départementale de l'inventaire des cavités souterraines et des désordres de surface a été réalisée. Il a été recensé sur la commune plusieurs effondrements de cavités.
Par ailleurs, le sol du territoire communal peut faire l'objet de mouvements de terrain liés à la sècheresse. Le phénomène de retrait-gonflement des argiles est la conséquence d'un changement d'humidité des sols argileux. Les argiles sont capables de fixer l'eau disponible mais aussi de la perdre en se rétractant en cas de sècheresse. Ce phénomène peut provoquer des dégâts très importants sur les constructions (fissures, déformations des ouvertures) pouvant rendre inhabitables certains locaux. Celui-ci a particulièrement affecté le Loiret après la canicule de l'été 2003. Une grande partie du territoire de la commune est exposée à un aléa « fort » face à ce risque, selon l'échelle définie par le Bureau de recherches géologiques et minières (BRGM).
Depuis le 22 octobre 2010, la France dispose d’un nouveau zonage sismique divisant le territoire national en cinq zones de sismicité croissante. La commune, à l’instar de l’ensemble du département, est concernée par un risque très faible.

#### Risques technologiques
La commune est exposée au risque de transport de matières dangereuses, en raison du passage sur son territoire d'un gazoduc et d'un oléoduc exploité par la société Trapil, d'une ligne de transport ferroviaire et d'itinéraires routiers structurants supportant un fort trafic (l'autoroute A10 et la route départementale D2152),.

## Politique et administration

### Découpage territorial

#### Bloc communal: Commune et intercommunalités
La paroisse et bourg de Chaingy acquiert le statut de municipalité avec le  décret du 12 novembre 1789 de l'Assemblée Nationale puis celui de « commune », au sens de l'administration territoriale actuelle, par le décret de la Convention nationale du 10 brumaire an II (31 octobre 1793). Il faut toutefois attendre la loi du 5 avril 1884 sur l'organisation municipale pour qu'un régime juridique uniforme soit défini pour toutes les communes de France, point de départ de l’affirmation progressive des communes face au pouvoir central.
Aucun événement de restructuration majeure du territoire, de type suppression, cession ou réception de territoire, n'a affecté la commune depuis sa création.
La commune de Chaingy n'appartient à aucune intercommunalité à fiscalité propre jusqu'en 2011 et fait partie, à cette date, des 68 communes du Loiret dites « isolées ». La commune adhère à la communauté de communes du Val des Mauves lors de la création de cette intercommunalité le 7 décembre 2011. La commune appartient à d'autres établissements publics de coopération intercommunale, de type syndicats ou autres regroupements intercommunaux. Le découpage territorial de ces structures est en constante évolution dans une perspective de rationalisation et d'efficience des services. Depuis le 1er janvier 2017, la commune est membre de la communauté de communes des Terres du Val de Loire.

#### Circonscriptions de rattachement
Sous l'Ancien Régime, à la veille des États généraux de 1789, la paroisse de Chaingy était rattachée sur le plan ecclésiastique au diocèse d'Orléans, sur le plan judiciaire au bailliage d'Orléans , sur le plan militaire au gouvernement d'Orléans et sur le plan administratif à la généralité d'Orléans,.
La loi du 22 décembre 1789 divise le pays en 83 départements découpés chacun en six à neuf districts eux-mêmes découpés en cantons regroupant des communes. Les districts, tout comme les départements, sont le siège d’une administration d’État et constituent à ce titre des circonscriptions administratives. La commune de Chaingy est alors incluse dans le canton de La Chapelle-Saint-Mesmin, le district d'Orléans et le département du Loiret.
La recherche d’un équilibre entre la volonté d’organiser une administration dont les cadres permettent l’exécution et le contrôle des lois d’une part, et la volonté d’accorder une certaine autonomie aux collectivités de base (paroisses, bourgs, villes) d’autre part, s’étale de 1789 à 1838. Les découpages territoriaux évoluent ensuite au gré des réformes visant à décentraliser ou recentraliser l'action de l'État. La régionalisation fonctionnelle des services de l'État (1945-1971) aboutit à la création de régions. L'acte I de la décentralisation de 1982-1983 constitue une étape importante en donnant l'autonomie aux collectivités territoriales, régions, départements et communes. L'acte II intervient en 2003-2006, puis l'acte III en 2012-2015. Parallèlement l'État se réforme périodiquement. La réforme de l’administration territoriale de l’État (RéATE), entrée en vigueur au 1er janvier 2010 et issue de la révision générale des politiques publiques (RGPP) est une des grandes réformes visant à simplifier l'organisation de l’État.
Le tableau suivant présente les rattachements, au niveau infra-départemental, de la commune de Chaingy aux différentes circonscriptions administratives et électorales ainsi que l'historique de l'évolution de leurs territoires.
| Circonscription             | Nom                      | Dernière période | Type de circonscription      | Évolution du découpage territorial |
| --------------------------- | ------------------------ | ---------------- | ---------------------------- | --- |
| District                    | Orléans                  | 1790-1795        | Administrative               | La commune est rattachée au district d'Orléans de 1790 à 1795,. La Constitution du 5 fructidor an III, appliquée à partir de vendémiaire an IV (1795) supprime les districts, rouages administratifs liés à la Terreur, mais maintient les cantons qui acquièrent dès lors plus d'importance. |
| Canton                      | La Chapelle-Saint-Mesmin | 1790-1801        | Administrative et électorale | En 1790, lors de la création des cantons, districts et départements, la commune de Chaingy est rattachée au canton de La Chapelle Saint Mesmin. Les cantons sont supprimés, en tant que découpage administratif, par une loi du 26 juin 1793, et ne conservent qu'un rôle électoral. Ils permettent l’élection des électeurs du second degré chargés de désigner les députés. Ils acquièrent une fonction administrative avec la disparition des districts en 1795. |
| Canton                      | Ingré                    | 1801-1806        | Administrative et électorale | Sous le Consulat, un redécoupage territorial visant à réduire le nombre de justices de paix ramène le nombre de cantons dans le Loiret de 59 à 31. Chaingy est alors rattachée au canton d'Ingré par arrêté du 9 vendémiaire an X (30 septembre 1801),. |
| Canton                      | Orléans-Nord-Ouest       | 1806-1973        | Administrative et électorale | En 1806, la commune est rattachée au canton d'Orléans-Nord-Ouest, un canton nouveau formé entre autres des communes de l'ancien canton d'Ingré. |
| Canton                      | Saint-Jean-de-la-Ruelle  | 1973-1982        | Administrative et électorale | En 1973, la commune est rattachée au canton de Saint-Jean-de-la-Ruelle. |
| Canton                      | Meung-sur-Loire          | 1982-2015        | Administrative et électorale | En 1982, un nouveau découpage cantonal des communes de la région orléanaise conduit la commune à être rattachée au canton de Meung-sur-Loire. |
| Canton                      | Meung-sur-Loire          | 2015-            | Électorale                   | La loi du 17 mai 2013 et ses décrets d'application publiés en février et mars 2014 introduisent un nouveau découpage territorial pour les élections départementales. La commune est alors rattachée au canton de Meung-sur-Loire. Depuis cette réforme, plus aucun service de l'État n'exerce sa compétence sur un territoire s'appuyant sur le nouveau découpage cantonal. Le canton a disparu en tant que circonscription administrative de l'État ; il est désormais uniquement une circonscription électorale dédiée à l'élection d'un binôme de conseillers départementaux siégeant au conseil départemental. |
| Arrondissement              | Orléans                  | 1801-            | Administrative               | Chaingy est rattachée à l'arrondissement d'Orléans depuis sa création en 1801,. |
| Circonscription législative | 2e circonscription       | 2010-            | Électorale                   | Lors du découpage législatif de 1986, le nombre de circonscriptions législatives passe dans le Loiret de 4 à 5. Un nouveau redécoupage intervient en 2010 avec la loi du 23 février 2010. En attribuant un siège de député « par tranche » de 125 000 habitants, le nombre de circonscriptions par département varie désormais de 1 à 21,. Dans le Loiret, le nombre de circonscriptions passe de cinq à six. La réforme n'affecte pas Chaingy qui reste rattachée à la deuxième circonscription. |

#### Collectivités de rattachement
La commune de Chaingy est rattachée au département du Loiret et à la région Centre-Val de Loire, à la fois circonscriptions administratives de l'État et collectivités territoriales.

### Politique et administration municipales

#### Conseil municipal et maire
Depuis les élections municipales de 2014, le conseil municipal  de Chaingy, commune de plus de 1 000 habitants, est élu au scrutin proportionnel de liste à deux tours (sans aucune modification possible de la liste), pour un mandat de six ans renouvelable. Il est composé de 27 membres. L'exécutif communal est constitué par le maire, élu par le conseil municipal parmi ses membres, pour un mandat de six ans, c'est-à-dire pour la durée du mandat du conseil.
| Période                                  | Période   | Identité                       | Étiquette | Qualité                                                                                                |
| ---------------------------------------- | --------- | ------------------------------ | --------- | --- |
| 1945                                     | 1959      | Louis Simon                    |           | Artiste peintre Officier de la Légion d'Honneur                                                        |
| 1959                                     | 1965      | Charles Quetard                |           | Chevalier de la Légion d'Honneur                                                                       |
| 1965                                     | 1989      | Francine Fontaine née Lasserre | SE        | Officier de l'Ordre National du Mérite                                                                 |
| mars 1989                                | mars 2001 | Daniel Chartier                | SE        | Ingénieur agricole Docteur en sciences sociales du développement Directeur des MFR puis du CNP du Bézy |
| Les données manquantes sont à compléter. |           |                                |           | |
| 2008                                     | En cours  | Jean-Pierre Durand             | DVD       | Médecin                                                                                                |
| Les données manquantes sont à compléter. |           |                                |           | |

## Équipements et services

### Environnement

#### Gestion des déchets
Au 31 décembre 2016, la commune est membre du syndicat mixte intercommunal pour le ramassage et le traitement des ordures ménagères (SMIRTOM) de la région de Beaugency, créé en 1971. Celui-ci assure la collecte et le traitement des ordures ménagères résiduelles en porte à porte, des emballages ménagers recyclables en porte à porte ou en points d’apport volontaire, du verre en points d’apport volontaire et des papiers en points d’apport volontaire
. Un réseau de sept déchèteries accueille les encombrants et autres déchets spécifiques (déchets verts, déchets dangereux, gravats, ferraille, cartons…). La déchèterie la plus proche de la commune est située sur la commune de Saint-Ay. L'élimination et la valorisation énergétique des déchets est effectuée dans l'UIOM de Saran depuis 1996, exploitée par la société Orvade, filiale du groupe Véolia, par délégation de service de la communauté urbaine Orléans-Métropole.
Depuis le 1er janvier 2017, la « gestion des déchets ménagers » ne fait plus partie des compétences de la commune mais est une compétence obligatoire de la communauté de communes des Terres du Val de Loire, en application de la loi NOTRe du 7 août 2015. Dans ce nouveau cadre, le préfet du Loiret indique dans un courrier du 28 décembre 2016 aux présidents des communautés de communes concernées que le SMIRTOM de la région de Beaugency sera dissout le 30 juin 2017.

#### Production et distribution d'eau
Le service public d’eau potable est une compétence obligatoire des communes depuis l’adoption de la loi du 30 décembre 2006 sur l’eau et les milieux aquatiques. Au 31 décembre 2016, la production et la distribution de l'eau potable sur le territoire communal sont assurées par la commune elle-même.
La loi NOTRe du 7 août 2015 prévoit que le transfert des compétences « eau et assainissement » vers les communautés de communes sera obligatoire à compter du 1er janvier 2020. Le transfert d’une compétence entraîne  de  facto la mise à disposition gratuite de plein droit des biens, équipements et services publics utilisés, à la date du transfert, pour l'exercice de ces compétences et la substitution de la communauté dans les droits et obligations des communes,.

#### Assainissement
La compétence assainissement, qui recouvre obligatoirement la collecte, le transport et l’épuration des eaux usées, l’élimination des boues produites, ainsi que le contrôle des raccordements aux réseaux publics de collecte, est assurée  par la commune elle-même.
La commune est raccordée à une station d'épuration située sur le territoire de la commune de La Chapelle-Saint-Mesmin, mise en service le 1er juin 1997 et dont la capacité nominale de traitement est de  350 000 EH, soit 55 000 m3/jour. Cet équipement utilise un procédé d'épuration biologique dit « à boues activées »,.
L’assainissement non collectif (ANC) désigne les installations individuelles de traitement des eaux domestiques qui ne sont pas desservies par un réseau public de collecte des eaux usées et qui doivent en conséquence traiter elles-mêmes leurs eaux usées avant de les rejeter dans le milieu naturel. Depuis le 1er janvier 2017, la Communauté de communes des Terres du Val de Loire assure le service public d'assainissement non collectif (SPANC), après la fusion des communautés de communes  du Val des Mauves, du Canton de Beaugency, du Val d'Ardoux et de la Beauce oratorienne située dans le Loir-et-Cher qui l'assuraient auparavant. Celui-ci a pour mission de vérifier la bonne exécution des travaux de réalisation et de réhabilitation, ainsi que le bon fonctionnement et l’entretien des installations.

## Population et société

### Démographie
L'évolution du nombre d'habitants est connue à travers les recensements de la population effectués dans la commune depuis 1793. Pour les communes de moins de 10 000 habitants, une enquête de recensement portant sur toute la population est réalisée tous les cinq ans, les populations de référence des années intermédiaires étant quant à elles estimées par interpolation ou extrapolation. Pour la commune, le premier recensement exhaustif entrant dans le cadre du nouveau dispositif a été réalisé en 2005.
En 2022, la commune comptait 4 081 habitants, en évolution de +11,84 % par rapport à 2016 (Loiret : +1,89 %, France hors Mayotte : +2,11 %).
| 1793  | 1800  | 1806  | 1821  | 1831  | 1836  | 1841  | 1846  | 1851  |
| ----- | ----- | ----- | ----- | ----- | ----- | ----- | ----- | ----- |
| 1 956 | 1 914 | 2 028 | 1 678 | 1 705 | 1 704 | 1 770 | 1 798 | 1 757 |

| 1856  | 1861  | 1866  | 1872  | 1876  | 1881  | 1886  | 1891  | 1896  |
| ----- | ----- | ----- | ----- | ----- | ----- | ----- | ----- | ----- |
| 1 678 | 1 666 | 1 702 | 1 686 | 1 645 | 1 595 | 1 566 | 1 512 | 1 392 |

| 1901  | 1906  | 1911  | 1921 | 1926  | 1931 | 1936  | 1946  | 1954  |
| ----- | ----- | ----- | ---- | ----- | ---- | ----- | ----- | ----- |
| 1 318 | 1 258 | 1 174 | 965  | 1 026 | 973  | 1 002 | 1 003 | 1 284 |

| 1962  | 1968  | 1975  | 1982  | 1990  | 1999  | 2005  | 2006  | 2010  |
| ----- | ----- | ----- | ----- | ----- | ----- | ----- | ----- | ----- |
| 1 466 | 1 574 | 1 896 | 2 562 | 2 641 | 2 859 | 3 227 | 3 316 | 3 531 |

| 2015  | 2020  | 2022  | - | - | - | - | - | - |
| ----- | ----- | ----- | - | - | - | - | - | - |
| 3 617 | 3 987 | 4 081 | - | - | - | - | - | - |

## Patrimoine

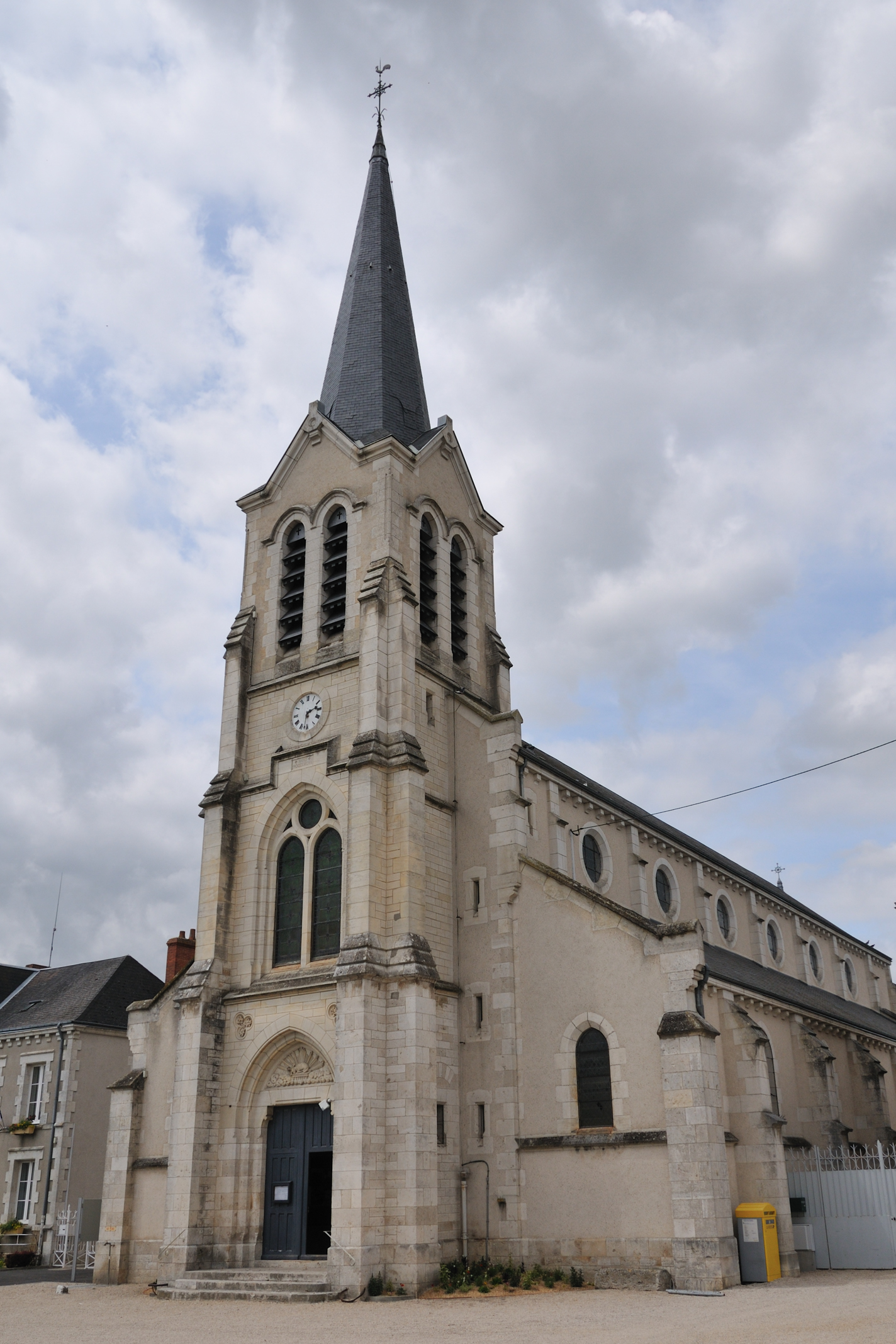
L'église Saint-Symphorien.

- L'église appartient à l'architecture romane primitive. Le 22 septembre 1793, l'église fut dépouillée de ses cloches, de ses vases sacrés, de deux calices et d'un ostensoir. Les croix furent abattues. En 1840, elle possédait encore ses fenêtres plein-cintre, étroites, semblables à celles de Saint-Étienne de Beaugency. L'église tombait en ruine après avoir souffert de la Révolution. Elle est sous le vocable de saint Symphorien et de saint Jean-Baptiste. Elle a 33 m de longueur sur 10 m de largeur et peut contenir 500 personnes. Le cimetière, le presbytère, les écoles sont auprès de l'église. Le presbytère appartient à la commune. L'école des garçons est dirigée par un instituteur ; l'école des filles par 4 religieuses de la Providence, fondées en 1846 par mesdemoiselles Grangé. L'église possède les reliques de saint Symphorien et de saint Sébastien, données en 1580 par Monseigneur de la Saussaye, évêque d'Orléans. Les confréries du Saint Sacrement, de la Sainte Vierge, de Saint Vincent; l'association de la Propagation de la foi, les fêtes des corps d'état sont établies dans cette paroisse. Il y a un bureau de bienfaisance. Les religieuses des écoles vont secourir les malades à domicile. Mesdemoiselles Grangé ajoutent aux écoles une salle d'asile. Les habitants de Chaingy ont formé le projet de construire une nouvelle église (patron) en 1895. La guerre finie, le conseil de fabrique et le conseil municipal établirent le plan actuel du bourg en détruisant l’église d’architecture romane et en faisant construire la mairie, l’église (consacrée le 30 juin 1897) de style ogival et le presbytère (actuelle Poste) que nous voyons actuellement.
- La gare de Chaingy-Fourneaux-Plage
- Le site de Fourneaux-plage : reconnu le 4 avril 1947 par arrêté du ministre de la Jeunesse, des Arts et des Lettres, le site de Fourneaux-plage a acquis depuis cette date une renommée régionale.
- La commune est située dans la zone de protection spéciale vallée de la Loire du Loiret du réseau Natura 2000[115] et dans la zone naturelle d'intérêt écologique, faunistique et floristique de type 2 secteur embouchure du Loiret[116].
- La réserve naturelle nationale de Saint-Mesmin.

### Sites et paysages remarquables
Le 30 novembre 2000, le Val de Loire, dans son cours moyen de Sully-sur-Loire (Loiret) à Chalonnes-sur-Loire (Maine-et-Loire), est inscrit sur la Liste du patrimoine mondial de l'organisation des Nations unies pour l'éducation, la science et la culture (UNESCO) comme « paysage culturel ». Cette inscription reconnaît au site une « valeur universelle exceptionnelle » fondée sur la densité de son patrimoine monumental, architectural et urbain, l'intérêt du paysage fluvial et la qualité exceptionnelle d’expressions paysagères héritées de la Renaissance et du Siècle des Lumières. Toute altération de la V.U.E. est considérée comme une perte pour la mémoire de l’Humanité. Le préfet de la région Centre, préfet coordonnateur, approuve le plan de gestion pour le Val de Loire patrimoine mondial par arrêté en date du 15 novembre 2012. Trente-cinq communes du Loiret sont concernées, dont Chaingy qui a une frange de son territoire inscrite et le reste en zone tampon.

## Personnalités liées à la commune
- Jacques Quétard de La Porte (1746-1822), général des armées de la République et de l'Empire et maire de la commune nommé par décret du 2 juin 1812, y est décédé.
- Léon Pellé (1881-1963), agriculteur et homme politique français sous la Troisième République, est né dans la commune.
- Yann Moix, écrivain et réalisateur français né en 1968, a vécu à Chaingy. Il a fait de la commune le lieu principal de son roman Podium.
- Alexandre Moix, écrivain, journaliste et réalisateur français né en 1972, a vécu à Chaingy.

## Jumelages
- Rocca San Giovanni (Italie) depuis 1999